# Ville impériale de Munster
1287–1679
(392 ans)
Entités précédentes :
- Abbaye de Munster

Entités suivantes :
- Royaume de France (province d'Alsace)

La ville impériale de Munster (en allemand : Reichsstadt Münster im Gregoriental) est une ancienne cité-État du Saint-Empire romain entre 1287 et 1679.
Village construit autour du monastère Saint-Grégoire fondé vers 668, Munster se développe sous l'autorité des rois des Francs puis des souverains du Saint-Empire, notamment les Hohenstaufen qui possèdent le duché de Souabe et d'Alsace. En 1235 le monastère est élevé au rang d'abbaye impériale (Reichsabtei) lorsque son abbé cède ses droits de juridiction sur la vallée de Munster à l'empereur Frédéric II qui les transmet alors aux habitants. La cité est administrée par un conseil et pourvue d'un sceau à partir de 1287,. La même année, Munster s'associe à neuf villages voisins pour constituer la Communauté du Val Saint-Grégoire (Gregoriental). Le statut de « ville d'Empire » est reconnu à la cité qui dispose ainsi de l'immédiateté impériale avec droit de siéger à la Diète d'Empire : elle n'est désormais plus un bien personnel du souverain mais un état du Saint-Empire à part entière. Elle intègre le Grand-Bailliage d'Alsace (Reichslandvogtei im Elsass) qui administre les biens impériaux de la région. Un bailliage intermédiaire est créé pour administrer les villes impériales de Munster, Turckheim et Kaysersberg où le siège de l'instance est transféré en 1330. Le bailliage impérial de Kaysersberg (Reichsvogtei zu Kaysersberg) est alors subordonné au Grand-Bailliage.
L'abbaye de Munster continue d'exercer une influence sur la Communauté du Val Saint-Grégoire. Celle-ci est en effet administrée par des conseillers choisis par l'abbé ou élus par les représentants des habitants. Le monastère reste également le seul propriétaire foncier dans la ville et la vallée. Le traité de Marquard est signé en 1339 pour décrire et délimiter les droits et les devoirs de chaque partie. À la suite de son élection au trône du Saint-Empire en 1346, Charles IV accorde à Munster les mêmes privilèges qu'à Turckheim le 18 décembre 1347. Avec les autres villes impériales de la plaine d'Alsace, Munster forme en 1354 une alliance connue sous le nom de Décapole qui doit garantir une assistance réciproque entre ses dix membres face aux menaces extérieures. L'économie de la ville repose principalement sur le bûcheronnage, l'élevage de bovins dans le massif des Vosges et la production de fromages comme le munster mentionné dès le XVe siècle. La guerre des six Deniers éclate en 1466 entre la noblesse de Haute-Alsace et Mulhouse. Celle-ci reçoit l'aide de ses alliées Munster, Kayserberg et Turckheim dont les soldats incendient les châteaux d'Eguisheim la même année.
La Réforme protestante est introduite à Munster dès 1530 et permet aux habitants de s'éloigner de l'autorité spirituelle de l'abbé. Le traité de Fleckenstein est signé en 1549 pour garantir les intérêts de l'abbaye catholique et de la Communauté du Val Saint-Grégoire qui a adopté la foi luthérienne. Pour apaiser les tensions religieuses, les relations entre les deux parties sont formalisées par le traité de Kientzheim signé en 1575 sous la supervision du bailli impérial Lazare de Schwendi. Le texte garantit la liberté de confession dans la vallée et finit d'émanciper totalement la ville impériale de l'influence de l'abbaye. Lors de la guerre de Trente Ans, la vallée est attaquée à plusieurs reprises par des bandes armées entre 1627 et 1630, puis la ville et l'abbaye sont pillées en 1633 par les troupes du royaume de Suède. Les villes occupées par les Suédois sont confiées aux armées françaises qui y établissent des garnisons. Les ravages du conflit poussent Munster à se placer sous protectorat du royaume de France en 1635. Les traités de Westphalie de 1648 accordent au Roi de France des droits sur la ville impériale et ses alliées. De nouvelles exactions sont commises en 1652 lorsque des régiments du duché de Lorraine, en guerre contre la France, occupent Munster. Lors de la guerre de Hollande, les Français s'emparent de la cité et l'occupent à partir de 1673.
Le traité de Nimègue du 5 février 1679 marque la fin de l'indépendance de Munster qui est rattachée au territoire français. Les institutions de la ville continuent d'exister sous l'autorité du Roi jusqu'à la Révolution française et la fin de l'Ancien Régime en 1789.

## Territoire
La Communauté du Val Saint-Grégoire est composée de la cité-État et de neuf villages voisins : 
- Metzeral
- Sondernach (dont le hameau de Mittlach)
- Breitenbach (dont les hameaux de Diefenbach et Simonsberg)
- Muhlbach (dont le hameau de Sendenbach)
- Soultzeren
- Stosswihr (dont les hameaux d'Ampfersbach, Kirchbühl, Schweinsbach)
- Luttenbach (dont les hameaux de Froschweiler, Fronzel, Nagelstadt)
- Eschbach
- Hohrod